# Ficedula hodgsoni
Ficedula hodgsoni é uma espécie de ave da família Muscicapidae.
Pode ser encontrada nos seguintes países: Butão, China, Índia, Indonésia, Laos, Malásia, Myanmar, Nepal, Tailândia, Timor-Leste e Vietname.
Os seus habitats naturais são: regiões subtropicais ou tropicais húmidas de alta altitude.